# Mr. and Mrs. Bridge
Mr. and Mrs. Bridge is een Brits-Amerikaans-Canadese dramafilm uit 1990 onder regie van James Ivory.

## Verhaal
Mijnheer Bridge is een behoudsgezinde advocaat uit Missouri. Zijn vrouw heeft het gevoel dat hij te weinig aandacht aan haar besteedt. Zijn kinderen rebelleren tegen zijn conservatieve gedachtegoed.

## Rolverdeling
| Acteur           | Personage        |
| ---------------- | ---------------- |
| Paul Newman      | Walter Bridge    |
| Saundra McClain  | Harriet          |
| Joanne Woodward  | India Bridge     |
| Margaret Welsh   | Carolyn Bridge   |
| John Bell        | Douglas Bridge   |
| Kyra Sedgwick    | Ruth Bridge      |
| Simon Callow     | Dr. Alex Sauer   |
| Remak Ramsay     | Virgil Barron    |
| Addison Myers    | Man aan de tafel |
| Roger Burget     | Man aan de tafel |
| Blythe Danner    | Grace Barron     |
| Austin Pendleton | Mijnheer Gadbury |
| Fale Garnett     | Mabel Ong        |
| Al Christy       | Rechter          |
| Joe Tinoco       | Aanklager        |